# Панасюк Олексій Варфоломійович
Олекс́ій Варфолом́ійович Панас́юк (нар. 30 березня 1934, Катеринівка) — учений фтизіатр і пульмонолог, доктор медичних наук, професор, академік Академії наук вищої школи України з 2011 р.

## Життєпис
Олексій Панасюк народився 30 березня 1934 року в містечку Катербурзі (нині — село Катеринівка) Кременецького району Тернопільської області, Польща.
Закінчив Кременецьке медичне училище імені Арсена Річинського (1954), працював завідувачем сільським фельдшерсько-акушерським пунктом. Проходив службу в армії, був авіамеханіком літака-винищувача «МІГ-17». У 1964 р. закінчив з відзнакою Чернівецький медичний інститут (нині Буковинський державний медичний університет).
Працював фтизіатром Дубнівської районного протитуберкульозного диспансеру (1964—1965, Рівненська область), анестезіологом Кременецької ЦРЛ (1965—1968). Після проходження клінічної ординатури (1968—1971) при Київському науково-дослідному інституті туберкульозу і грудної хірургії ім. Ф. Г. Яновського МОЗ УРСР (нині — ДУ «Національний інститут фтизіатрії і пульмонології ім. Ф. Г. Яновського НАМН України» — НІФП) працював фтизіохірургом у тубдиспансері № 6 м. Києва (1971—1975), асистентом кафедри фтизіатрії (1976—1979) Київського медичного інституту ім. О. О. Богомольця (нині Національний медичний університет імені О. О. Богомольця), старшим науковим співробітником (1979—1985 рр.) і завідувачем наукового відділення туберкульозу і неспецифічних захворювань легень (1985—1995 у НІФП).

## Наукова діяльність
Канадидат медичних наук (з 1973), старший науковий співробітник (з 1986), доктор медичних наук (з 1989), професор (з 1996). З 1996 р. працює по теперішній час професором кафедри інфекційних хвороб, фтизіатрії і пульмонології в Медичному інституті Української асоціації народної медицини (нині — ПВНЗ «Київський медичний університет УАНМ» — КМУ УАНМ).
У 1985—1995 рр. член вченої ради НІФП, у 1993—1999 рр. член спеціалізованої вченої ради при НІФП по захисту дисертацій. З 1996 р. по теперішній час є членом вченої ради КМУ УАНМ.
Призначався вченим секретарем Республіканської проблемної комісії «Фтизіатрія та пульмонологія» МОЗ України, обирався членом правління Республіканського наукового товариства лікарів-фтизіатрів і заступником голови правління Київського міського наукового товариства фтизіатрів і пульмонологів.
Основні наукові інтереси: топографія нервів медіальної групи м'язів стегна людини; амілоїдоз у хворих на туберкульоз легень; денні стаціонари в туберкульозних закладах; дослідження ефективності і переносимості нових лікарських препаратів при туберкульозі і неспецифічних захворюваннях органів дихання; вивчення антимікобактеріальної активності антибіотиків, а також засобів народної медицини.
Підготував 6 кандидатів медичних наук, одного доктора медичних наук, 8 магістрів медицини, 20 клінічних ординаторів, 4-х аспірантів, понад 50 лікарів-інтернів за спеціальностями «фтизіатрія», «пульмонологія» і «пульмонологія і фтизіатрія».

## Публікації
Автор (співавтор) понад 250 друкованих праць, в тому числі національного підручника «Пульмонологія та фтизіатрія для лікарів-інтернів», 4-х навчальних посібників з фтизіатрії для студентів, 2 монографій, 10 авторських свідоцтв на винаходи, відомчої інструкції, 9 методичних рекомендацій, 7 інформаційних листків.

## Відзнаки
- Нагрудний знак «Изобретатель СССР»,
- медаль «Ветеран Праці»,
- численні грамоти, подяки і премії.